# Visuelles Lernen
Im herkömmlichen Begriff des Visuellen Lernens wird jeder Lernprozess durch reale Bilder und reales visuelles Anschauungsmaterial unterstützt. Es werden sowohl statische Bilder (Einzelbilder) als auch dynamische Bildfolgen (Bilderserien, Animationen oder Videos) vorgezeigt und verinnerlicht; damit einhergehend findet letztlich Lernen statt.
In einem neueren Sinn schließt Visuelles Lernen auch mentale Bilder ein. Diese Definitionserweiterung bildet die Grundlage für ein anderes Verständnis von Legasthenie (LRS) und Dyskalkulie. Dies ist in der Praxis bereits vielfach erprobt, eine wissenschaftliche Untersuchung und Anerkennung dieser Erkenntnis stehen noch aus.
Einen Einstieg in das Visuelle Lernen/mental bietet die Anleitung, die Augen zu schließen und nach innen zu schauen. Nun werden die Bilder von bereits Gelerntem aufgerufen und betrachtet, zum Abschauen und Abschreiben oder zum Korrigieren. Zum Hinzulernen werden vorhandene Bilder, Filme usw. ergänzt und umgebaut bzw. ganz neu konstruiert.
Dem Begriff der Lern-Strategie sollte demzufolge der Begriff der Erinnerungs-Strategie hinzugefügt werden. Schüler  nehmen unter vergleichbaren Bedingungen zwar den Lernstoff auf und speichern ihn, erinnern ihn jedoch unterschiedlich. In der Praxis heißt das: Visuell dargebotenen Stoff speichern sie alle in gleicher Weise visuell. Die „guten“ Schüler erinnern den gespeicherten Lernstoff jedoch auch wieder (mental-)visuell, die anderen in der Regel (mental-)phonetisch/auditiv.
Ein Beispiel mit Rechtschreiben: Ein neues Wort wird im Unterricht sowohl visuell wie phonetisch/auditiv dargeboten, d. h. zum geschriebenen Wort am interaktiven Whiteboard ('Bild') kommt die Aussprache ('Klang') stets dazu. Gelernt wird Beides. So ergeben sich für das Erinnern grundsätzlich zwei Möglichkeiten: das Erinnern anhand des Wort-Bilds oder anhand des Wort-Klangs. Bei Fehlschreibungen für ein Wort wird man feststellen, dass das Wort sehr gut beim Vorlesen am Klang erkannt werden kann.